# L'orma del Califfo
L'orma del Califfo (Wild Justice) è un romanzo d'avventura dello scrittore sudafricano Wilbur Smith, edito nel 1979.

## Trama
Durante un dirottamento di un Boeing ad opera di una cellula terroristica guidata dalla tedesca Ingrid Becker, il comandante delle forze speciali incaricate del salvataggio degli ostaggi, il generale Peter Stride, scopre che i terroristi conoscono il suo nome, le tecniche di salvataggio e altri dettagli sconvolgenti, e il personaggio che li ha istruiti e indirizzati è soprannominato il Califfo. Molti servono, cercano e cacciano il Califfo, entità che sembra essere onnisciente ed onnipotente.
Da questo momento in poi la vita di Stride sarà in pericolo e l'intera vicenda è un susseguirsi di colpi di scena fino allo sconvolgente finale in cui si scopre che l'organizzazione del Califfo è talmente potente ed estesa da far parte degli stessi governi che ufficialmente gli danno la caccia, inoltre l'identità del Califfo, svelata dopo dubbi e pericoli, è quella dello stesso comandante-supervisore di Stride. Ma il Califfo non può morire perché i suoi scopi non sono perversi ma lo è l'uomo; così, dopo la morte del primo Califfo, ne viene creato un secondo la cui identità viene rivelata nel libro alla fine.

## Personaggi
- Generale Peter Stride, comandante della forza antiterrorismo denominata Thor.
- Colonnello Colin Noble, secondo di Stride.
- Magda Altmann, Baronessa, spia sovietica, moglie del barone Aaron Altman, amante di Stride.
- Parker, responsabile delle forze anti terrorismo Thor, Diana e Mercury.
- Hilda Becker: terrorista agli ordini del Califfo. Di origine tedesca ma statunitense da tre generazioni, è stata attivista durante le proteste contro la guerra nel Vietnam. È un'esperta e spietata criminale, ed è bisessuale.

## Edizioni
- Wilbur Smith, L'orma del Califfo, traduzione di Marisa Castino, Longanesi, 1984, ISBN 8830400378.

- Wilbur Smith, L'orma del Califfo, traduzione di Marisa Castino, collana Bestsellers, Arnoldo Mondadori Editore, 1984,  p. 250.

- Wilbur Smith, L'orma del Califfo, traduzione di Marisa Castino, TEA, 1990,  p. 415, ISBN 9788878191709.

- Wilbur Smith, L'orma del Califfo, traduzione di Marisa Castino, Teadue, TEA, 2002,  p. 417, ISBN 9788878191709.

- Wilbur Smith, L'orma del Califfo, traduzione di Marisa Castino, n. 48, La Gaja Scienza, Longanesi, 1º novembre 2006,  p. 414, ISBN 9788830400375.

- Wilbur Smith, L'orma del Califfo, traduzione di Marisa Castino, TEA, aprile 2009,  p. 417, ISBN 9788804244554.

- Wilbur Smith, L'orma del Califfo, traduzione di Andrea Silvestri, HarperCollins, 28 gennaio 2021,  p. 608, ISBN 9788869058189.